# 里奇韋 (明尼蘇達州)
里奇韋（英語：Ridgeway）是位於美國明尼蘇達州威諾納縣芒特弗農鎮區的一個非建制地區。

## 地理
里奇韋所處的海拔為高於海平面409米（即1342英呎），而該地所採用的時區為UTC-6，即北美中部時區（CST）。同時該地設有夏令時間，為UTC-6調快一小時，即UTC-5（CDT）。